# Восточное Онтарио
Восточное Онтарио — часть области Южное Онтарио в канадской провинции Онтарио, расположенное между рекой Оттава и рекой Святого Лаврентия. Оно имеет общую водную границу с провинцией Квебек на севере и со штатом Нью-Йорк (США) на юге и востоке.

## История
Французские исследователи и торговцы мехом были первыми европейцами, появившимися в регионе. Самюэль де Шамплен пересёк реку Оттава в 1615 году и направился дальше к Великим озёрам
.
Среди всех регионов провинции, Восточное Онтарио больше всех было подвержено влиянию лоялистов, американских переселенцев в Верхнюю Канаду после войны за независимость.
В то же время происходила сильная миграция шотландцев и ирландцев, в основном в районе современной Оттавы. Многие из них приехали по правительственной программе по заселению территорий и заполнению нехватки рабочей силы. Вместе с франко-онтарийцами они стали основными строителями канала Ридо и были заняты в лесозаготовке
.

## Административное деление

### Регионы
Границы области внутри провинции различны в разных источниках. Некоторые источники включают в определение области Хейстингс, Принс-Эдуард и даже Нортумберленд, но по другим источникам последние являются частью Центрального Онтарио.
Строго говоря, Восточное Онтарио — часть провинции, которая лежит к востоку от пролива между озером Онтарио и рекой Святого Лаврентий. Область включает такие регионы как графство Прескотт и Рассел, графство Стормонт, Дандас и Гленгарри, графство Ланарк, графство Ренфру, графство Лидс и Гренвилл, графство Фронтенак, графство Леннокс и Аддингтон и Оттава
.

### Крупные города
Самым крупным городом Восточного Онтарио, заметно обгоняя все остальные города, является недавно объединенная Оттава, столица Канады. В Оттаве проживает около 60 % всего населения области. Вторым крупным городом, не входящим в район национальной столицы является Кингстон, который сам некогда был столицей провинции Онтарио.

## География
На самом востоке Восточного Онтарио расположены преимущественно поля с небольшими участками лесов и болот. Некоторые низинные участки подвержены наводнениям, особенно на берегах реки Саут-Нейшн South Nation River.
Лаврентийская возвышенность, которая является частью Канадского щита, разрезает область от верховий реки Оттавы до реки Святого Лаврентия. Некоторые пики достигают высоты 400 метров над уровнем реки Оттавы. Здесь также находится огромное количество озёр. На границе со штатом Нью-Йорк находится живописный архипелаг Тысяча островов.
Оттава расположена на слиянии рек Ридо и Оттава. На реках находится множество порогов и водопадов. Основной породой здесь является известняк, который, в частности, использовался при строительстве канала Ридо, соединяющего Кингстон и Оттаву водным путём.

## Климат
В Восточном Онтарио влажный континентальный климат с большими сезонными колебаниями. В Оттаве за зиму выпадает до 250 см снега, который остается по меньшей мере на два месяца. Средняя температура января −6 °C.

Лето в долинах реки Оттава и реки Святого Лаврентия тёплое и влажной и обычно длится дольше зимы. Максимальная температура июля составляет в среднем 27 °C, но может достигать и 35 °C. В августе бывают сильные грозы.

## Образование
В области находится несколько колледжей и университетов, включая Университет Карлтона, Королевский военный колледж Канады, Куинс, Оттавский университет

## Туризм
Основу экономики региона составляют сельское хозяйство и туризм. Оттава — столица Канады — самый посещаемый канадскими туристами город страны.